# Dominic Greene
Dominic Greene är huvudskurken i James Bond filmen Quantum of Solace (inspelad 2008). Han spelas av fransmannen Mathieu Amalric.

## Bakgrund
Dominic Greene är VD för miljöteknikföretaget Greene Planet. Utåt sett är han en stor miljövän men i verkligheten använder han företaget som en täckmantel för organisationen Quantums verksamhet, som introducerades i den föregående Bondfilmen Casino Royale. Quantum kommer sannolikt att dyka upp även i kommande Bondfilmer och har karaktär av ett hemligt nätverk med agenter som infiltrerar underrättelseorgan och regeringar runt om i världen, t.o.m amerikanska CIA och James Bonds egen arbetsgivare MI6 har (utan deras tidigare vetskap) Quantums agenter på höga befattningspositioner.
Dominic Greene planerar att genomföra en militärkupp i Bolivia. Den nyinsatte diktatorn Medrano ska emellertid bli en marionett till Quantum, som får total kontroll över Bolivias vattentillgångar. Vägrar Medrano att godta villkoren, försäkrar Greene att Quantums agenter kommer att mörda honom. Kort innan att uppgörelsen mellan Greene och Medrano görs klar lyckas emellertid Bond och "Bondbruden" Camille att stoppa den ondskefulla planen. Bond och Greene drabbar samman i ett brutalt slagsmål. Bond får till slut övertaget men han väljer att inte döda Greene direkt. Istället strandsätter han honom mitt i den bolivianska öknen med en burk motorolja som enda vätskeförråd.
I slutet av filmen meddelar James Bonds chef, M, att Dominic Greene påträffats död i den bolivianska öknen med motorolja i magen. Han har blivit skjuten, antagligen av Quantum agenter. 
Vem som är Quantums högste ledare klargörs ej, det verkar emellertid uppenbart att organisationen är oerhört mäktig, med ambition att kontrollera världsekonomin.